# غريغ لونغ (موسيقي)
غريغ لونغ (بالإنجليزية: Greg Long)‏ هو موسيقي أمريكي، ولد في 12 ديسمبر 1966.

## وصلات خارجية
- الموقع الرسمي
- غريغ لونغ على موقع IMDb (الإنجليزية)
- غريغ لونغ على موقع ميوزك برينز (الإنجليزية)
- غريغ لونغ على موقع أول ميوزيك (الإنجليزية)
- غريغ لونغ على موقع ديسكوغز (الإنجليزية)